# 空中写真

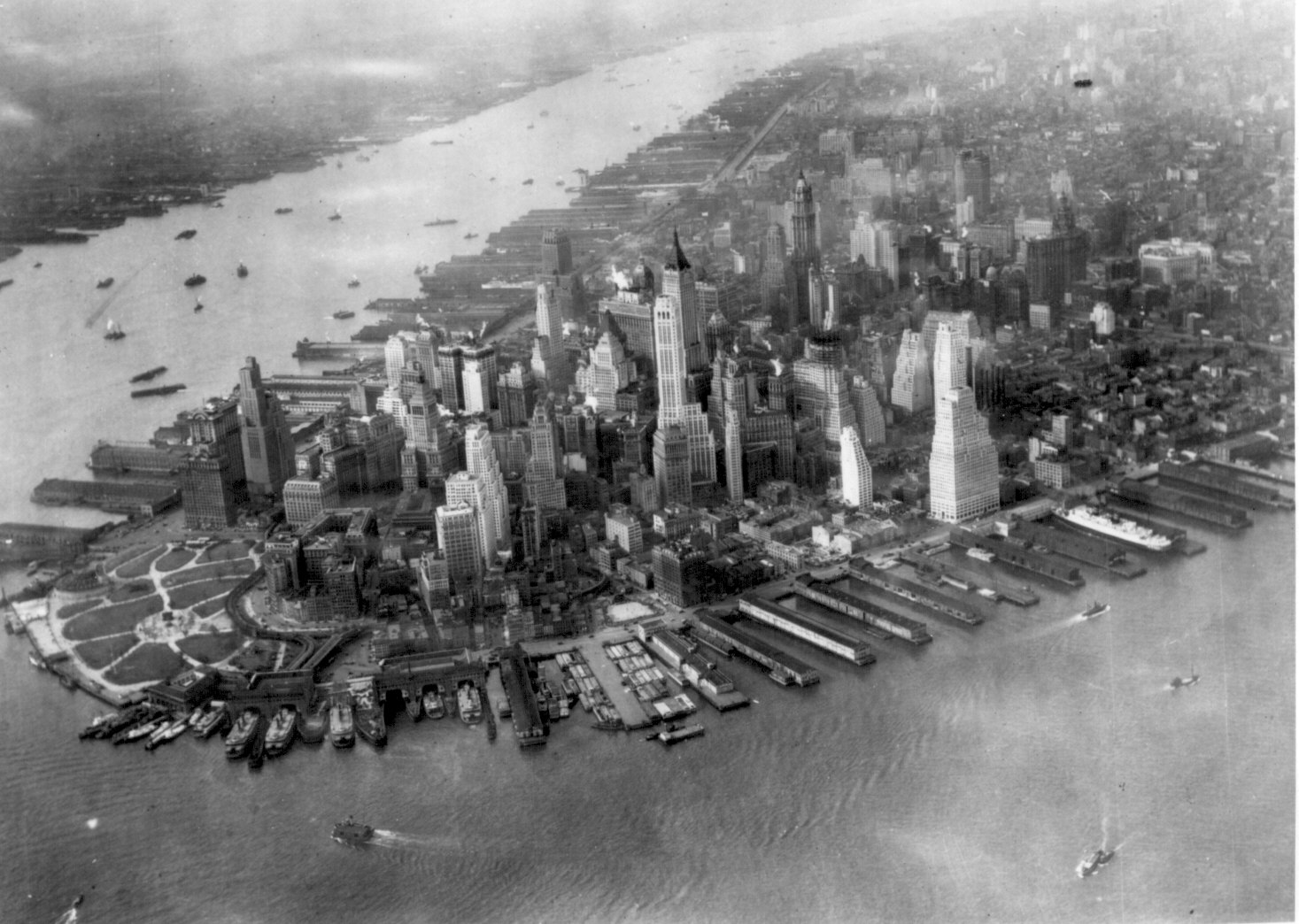
アメリカのマンハッタンの航空写真（斜め写真）（1942年撮影）

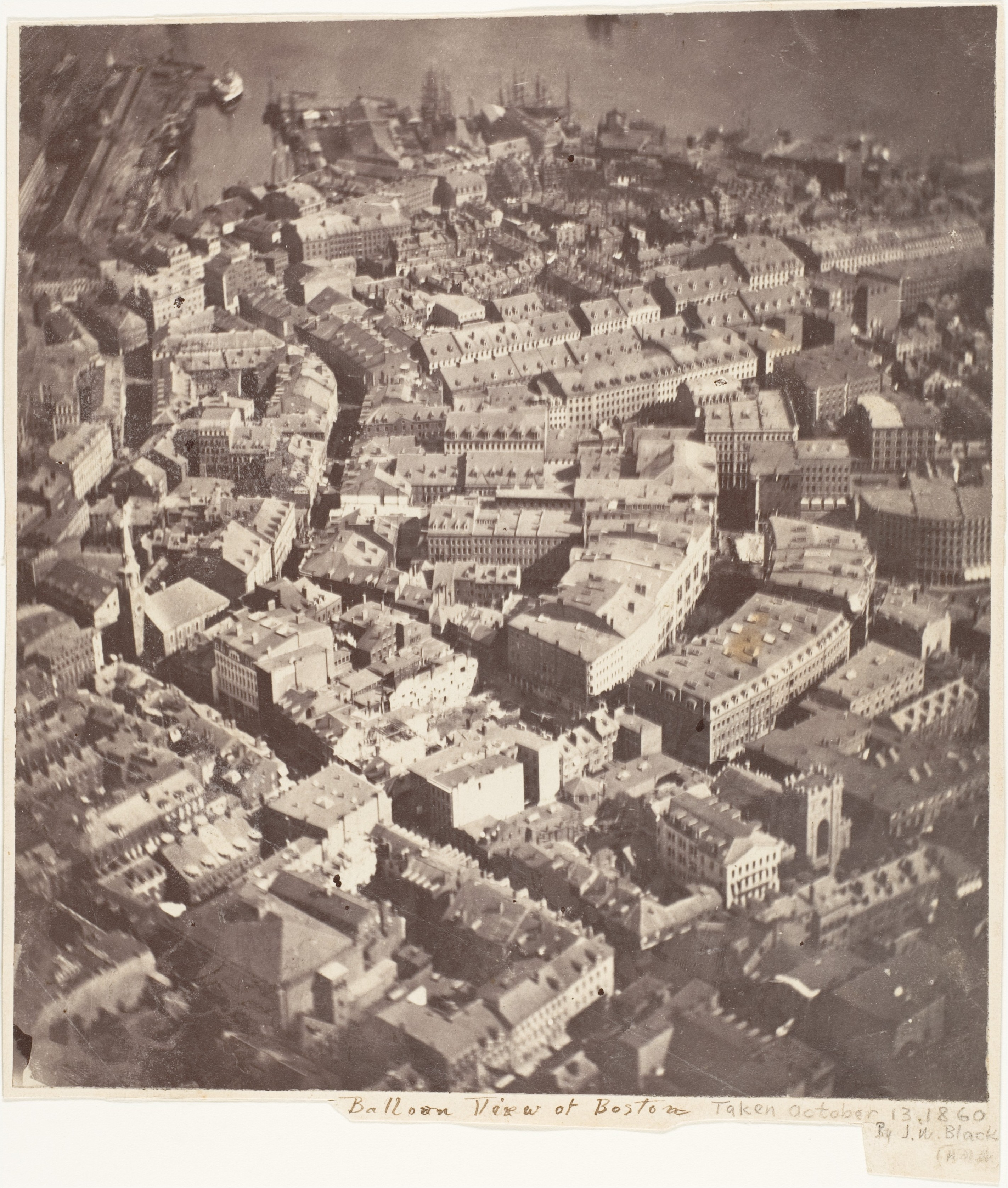
現存する最古の空中写真『Boston, as the Eagle and the Wild Goose See It』

空中写真（くうちゅうしゃしん）とは、飛行中の飛行体からカメラにより地表面を撮影した写真のこと。航空写真、空撮とも。
リモートセンシング衛星の衛星画像の場合はトゥルーカラー画像やナチュラルカラー画像のことを指す。

## 概要

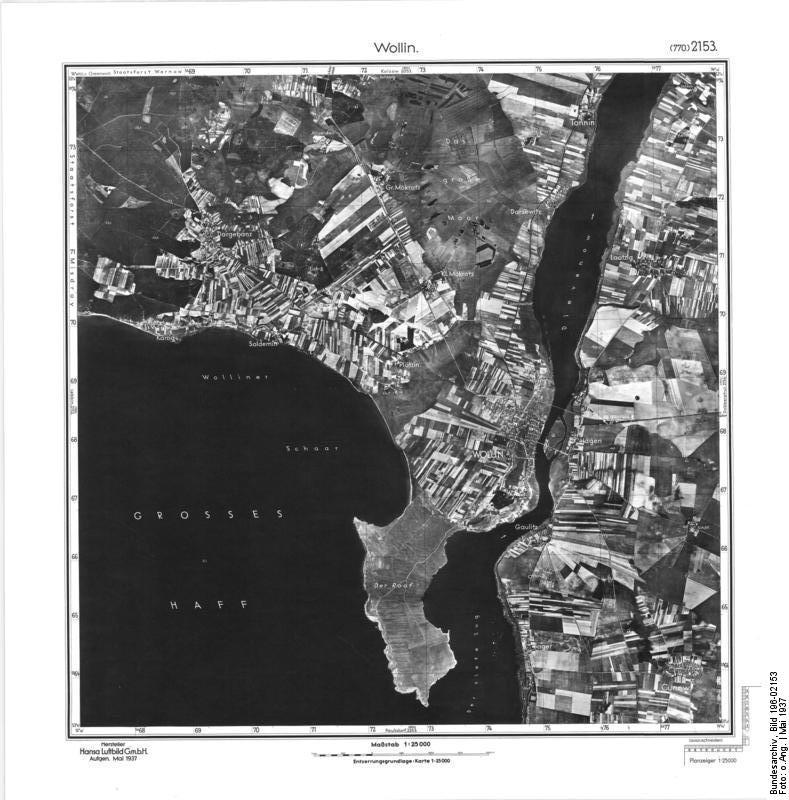
ポーランドのボリンの航空写真（垂直写真）（1937年撮影）

世界最初の空中写真は、フランス人写真家・気球研究家のナダールにより1858年にパリ上空の気球から撮影された。気球による空中撮影の軍事利用は直後より行われ、第一次世界大戦において気球や航空機から撮影した空中写真は戦略・戦術上、死活的に重要なものとなり、これら偵察を主任務とする軍用機は偵察機と称され、偵察機は航空機の軍事利用第一号（戦闘機や爆撃機は偵察機よりも後発となる）として以後爆発的に普及した。
主に測量の目的で地形図作成や、地形・土地利用の判読解析などに利用されるが、その他にも地質・水質・植生状況など無限の情報が盛り込まれており、国土の利用、保全、防災計画といった行政分野をはじめ、研究・教育分野など幅広い領域で活用されている。また、国土の様子を時系列で記録保存するという面でも大きな役割を果たしている。
地形図作成の目的で空中写真を撮影する際には、隣り合う写真を60%重複させて撮影する。これにより、相隣り合う写真を対にして実体視を行うことが可能となり、図化機を用いて地形図を作成する。
これ以外に報道の一手段としてや、広告、宣伝、出版などの商業利用もあり、乗り物では並走撮影、建築写真では工事や竣工の記録としても用いられる。
戦前の随筆家寺田寅彦は「地理書をいくら読んでも少なくもこれら写真の与える実感は味わわれまい。一日も早く「世界空中写真帳」といったようなものが完成されるといいと思う。それが完成するとわれわれの世界観は一変し、それはまたわれわれの人生観社会観にもかなりな影響を及ぼすであろう。そうして在来の哲学などでは間に合わない新しい天地が開けるであろう」と語っていた。しかしながら旅客機や遊覧飛行機が飛ぶようになると機上から撮影する行為自体がスパイ嫌疑疑惑に発展することが多発。1937年には乗客はカメラを乗務員に預けるとする規則が各所に通達された。第二次世界大戦後、そして21世紀の今日では地図サービス等で容易に世界の空中写真を観ることができる。

## 日本における空中写真撮影の沿革
1877年（明治10年）西南戦争の際に、横山徳三郎（横山松三郎とする文献もある）が偵察を目的として気球から撮影が試みられたのが日本における空中写真撮影の始めとされている。
航空機からの撮影は、1911年（明治44年）4月28日、帝国陸軍の徳川好敏工兵大尉が操縦するブレリオ式飛行機から同乗の伊藤赳工兵中尉により撮影を行ったのが最も古い記録とされている。実用の目的で組織的に撮影されたのは、1923年（大正12年）の関東大震災直後に陸軍航空学校下志津分校により東京、大阪、横浜、北伊豆の被災状況把握のために撮影が実施された時からである。第二次世界大戦前には、鉄道省の新線計画以外、ほとんどが地図作成又は軍用目的で空中写真が撮影されていた。
世界の列強国軍の中でも特に帝国陸軍は偵察機の開発に力を入れており、敵地奥深くまで長距離を飛行挺進し、目標地上空では高高度かつ高速をもって写真撮影を行うというコンセプトのもと開発された、世界初の戦略偵察機である九七式司令部偵察機を戦間期に生み出し、第二次大戦期には性能をより特化させた一〇〇式司令部偵察機を大々的に運用した。
撮影機材はトポゴンレンズを採用した独カール・ツァイス製RMK型やHMK型、米フェアチャイルド・カメラ・アンド・インストルメント製K-8型等が用いられた。K-8は1930年（昭和5年）頃より小西六本店により国産化され、これらの航空用カメラで用いられるパンクロマチックフィルムも六桜社や富士フイルムにより国産化され、1937年（昭和12年）の支那事変勃発頃までには航空写真撮影に用いられる関連機材の多くの国産化を達成していたが、20cm級の大口径トポゴンレンズなど極めて高度な製造技術を要求される器材は日米開戦後も遣独潜水艦作戦などによる僅かな輸入経路に頼る状況であり、航空用カラーフィルム等も含めて敗戦までに試作や少数生産に終わった器材も少なくなかった。それでも、帝国陸海軍の航空撮影隊及び満洲航空、大日本航空などの関連会社が撮影した範囲は、終戦までに満洲を北限に南はソロモン諸島からビルマ南部一帯にまで及び、大日本帝国の最大版図の殆どが航空写真として撮影されていた。終戦後、解体された陸海軍の航空撮影隊の元技術将校はアメリカ陸軍地図局第64工兵地形大隊に再雇用され、満洲航空など関連会社の技術者の多くは自ら民間測量会社を立ち上げ、日本全国に戦前の写真測量技術が伝搬していくことになった。。
なお、帝国陸海軍等が撮影した空中写真は殆どは終戦時に機密保持の為に廃棄されたが、東京市など大都市上空で撮影されたものを中心に僅かな数が現存しており、アメリカ軍が1946年（昭和21年）から1947年（昭和22年）にかけて日本全土のほとんどを撮影した空中写真を含め、前身の地理調査所時代を含む国土地理院（旧・陸軍参謀本部陸地測量部）が地図作成のために定期的に撮影した空中写真は順次数値化され、「地図・空中写真閲覧サービス」としてインターネット上で供覧公開されている。
第二次世界大戦後の沖縄についてはアメリカ軍基地の機密保持を理由に、長らく空中写真はおろか民間航空機の飛行すら制限される状態が続いた。1970年にようやく琉球政府が空中写真の撮影に着手するも、嘉手納飛行場の周辺などの撮影については厳しい制限が課された。
国土地理院に提供する航空写真の撮影には、海上自衛隊徳島航空基地に所属するUC-90「くにかぜII」が使われていたが、2010年（平成22年）をもってセスナ・208B グランドキャラバン「くにかぜIII」に交代し、運用も民間企業へ移管され、2019年現在、共立航空撮影により運用されている。